# Majdnem prímek
A számelméletben egy természetes szám majdnem prím (almost prime), ha létezik olyan K konstans, hogy a számnak legfeljebb K prímtényezője van. Egy n majdnem prímet jelölje Pr, amennyiben n prímtényezőinek száma multiplicitással számolva legfeljebb r. Egy természetes számot akkor nevezünk k-majdnem prímnek, ha pontosan k prímtényezővel rendelkezik, multiplicitással számolva. Formálisabban, egy n természetes szám akkor és csak akkor k-majdnem prím, ha ν(n) = k, ahol ν(n), azaz nű(n) az n prímtényezős felbontásában található prímek száma, multiplicitással számolva:
{\displaystyle \nu (n):=\sum a_{i}\qquad {\mbox{ha}}\qquad n=\prod p_{i}^{a_{i}}.}
Egy természetes szám tehát akkor prím, ha 1-majdnem prím és akkor félprím, ha 2-majdnem prím. A k-majdnem prímek halmazát általában Pk jelöli. A legkisebb k-majdnem prím mindig 2k. Az első néhány k-majdnem prím:
| k  | k-majdnem prímek                | OEIS-sorozat |
| -- | ------------------------------- | ------------ |
| 1  | 2, 3, 5, 7, 11, 13, 17, 19, …   | A000040      |
| 2  | 4, 6, 9, 10, 14, 15, 21, 22, …  | A001358      |
| 3  | 8, 12, 18, 20, 27, 28, 30, …    | A014612      |
| 4  | 16, 24, 36, 40, 54, 56, 60, …   | A014613      |
| 5  | 32, 48, 72, 80, 108, 112, …     | A014614      |
| 6  | 64, 96, 144, 160, 216, 224, …   | A046306      |
| 7  | 128, 192, 288, 320, 432, 448, … | A046308      |
| 8  | 256, 384, 576, 640, 864, 896, … | A046310      |
| 9  | 512, 768, 1152, 1280, 1728, …   | A046312      |
| 10 | 1024, 1536, 2304, 2560, …       | A046314      |
| 11 | 2048, 3072, 4608, 5120, …       | A069272      |
| 12 | 4096, 6144, 9216, 10240, …      | A069273      |
| 13 | 8192, 12288, 18432, 20480, …    | A069274      |
| 14 | 16384, 24576, 36864, 40960, …   | A069275      |
| 15 | 32768, 49152, 73728, 81920, …   | A069276      |
| 16 | 65536, 98304, 147456, …         | A069277      |
| 17 | 131072, 196608, 294912, …       | A069278      |
| 18 | 262144, 393216, 589824, …       | A069279      |
| 19 | 524288, 786432, 1179648, …      | A069280      |
| 20 | 1048576, 1572864, 2359296, …    | A069281      |

Az n-nél nem nagyobb, legfeljebb k (nem feltétlenül különböző) prímtényezővel rendelkező πk(n) egész számok száma aszimptotikusan:
{\displaystyle \pi _{k}(n)\sim \left({\frac {n}{\log n}}\right){\frac {(\log \log n)^{k-1}}{(k-1)!}},}
ami Landau eredménye. Lásd még: Hardy–Ramanujan-tétel.